# Президент Індонезії

Сукарно, перший президент Індонезії

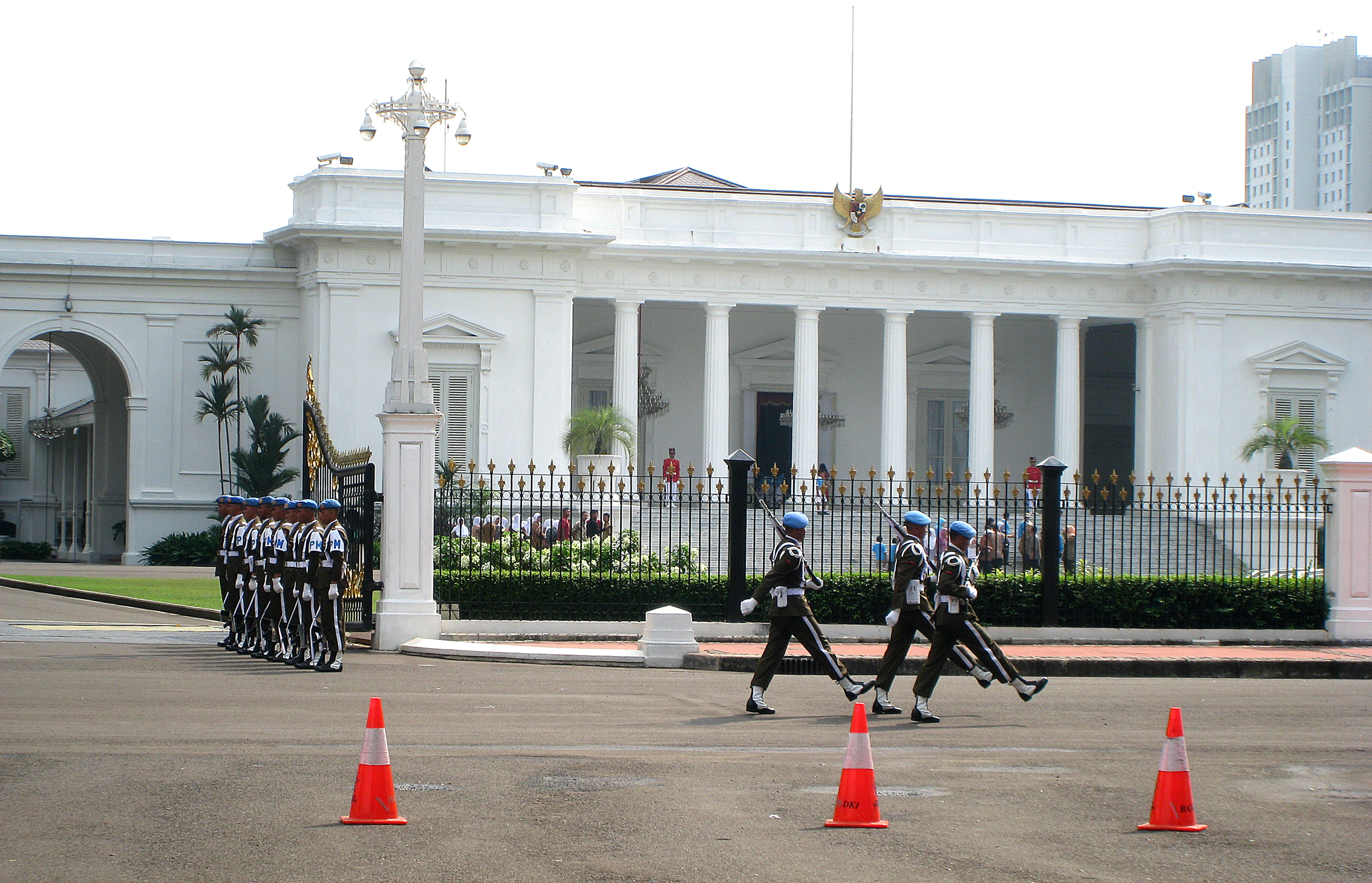
Палац Мердека, офіційна резиденція президента Індонезії

Президент Республіки Індонезія (індонез. Presiden Republik Indonesia) - голова держави та голова уряду Республіки Індонезія. Президент є лідером виконавчої гілки уряду Індонезії та верховним головнокомандувачем Національних збройних сил Індонезії та Національної поліції Індонезії. З 2004 року президент і віце-президент обираються прямим голосуванням на п'ятирічний термін з можливістю поновлення, що дозволяє перебувати на посаді максимум 10 років. Новим президентом Індонезії став Прабово Субіанто, який вступив на посаду 20 жовтня 2024 року.

## Історія

### Епоха Сукарно
Президентство Індонезії було засновано під час розробки Конституції 1945 року Слідчим комітетом з підготовки до незалежності (BPUPK). Посаду вперше обійняли 18 серпня 1945 року, коли Сукарно був обраний шляхом акламації Підготовчим комітетом незалежності Індонезії (PPKI), оскільки за перехідними положеннями Конституції, «президент і віце-президент вперше повинні бути обрані PPKI». Крім того, ще не було сформовано орган, відповідальний за президентські вибори, Народну консультативну раду (МНР).:138 16 жовтня 1945 року віце-президент Мохаммад Хатта оголосив указ віце-президента, який надав Центральному національному комітету Індонезії (KNIP) законодавчі повноваження.:152 11 листопада 1945 року KNIP прийняв рішення відокремити роль глави держави від ролі глави уряду. Хоча нова конституція ще не була прийнята, Індонезія тепер була де-факто парламентською демократією з президентом як церемоніальним главою держави, функція якого полягала в тому, щоб просити прем'єр-міністра як главу уряду сформувати новий кабінет.
Під час Індонезійської національної революції і Сукарно, і Хатта 18 грудня 1948 року були захоплені голландцями в Джок'якарті. Потім Сукарно доручив Сяфруддіну Правірангері сформувати надзвичайний уряд. Це було зроблено, і на Суматрі було сформовано Надзвичайний уряд Республіки Індонезія (PDRI), головою якого став Правірангера. 13 липня 1949 року Правірангера повернув свій мандат Сукарно. 17 грудня 1949 року Сукарно було обрано президентом Республіки Сполучені Штати Індонезії (RIS), і президентський мандат перейшов до Ассаата. Коли стало зрозуміло, що РІС буде замінено унітарною державою, Асаат пішов із посади президента, і 15 серпня 1950 року президентом знову став Сукарно.
Тепер Індонезія прийняла конституцію, яка була призначена для РІС. Офіційно відомий як Тимчасова конституція, документ підтверджував роль президента як глави держави, але обмежував його переважно церемоніальними функціями. Він призначив прем'єр-міністра за порадою форматорів.
Незважаючи на свою обмежену конституційну роль, Сукарно мав великий моральний авторитет. Проте, він ніколи не задовольнявся роллю церемоніального глави держави і дедалі більше розчаровувався в парламентській демократії західного типу. На початку 1950-х років він почав закликати до впровадження «керованої демократії», за якої рішення прийматимуться після тривалого обговорення з метою досягнення консенсусу під «керівництвом» президента.
До кінця десятиліття була низка нестабільних урядів. Скориставшись ситуацією, в квітні 1959 року Сукарно виступив із промовою і запропонував Індонезії повернутися до Конституції 1945 року. Народ відреагував з ентузіазмом, і на Конституційну асамблею, орган, відповідальний за розробку нової конституції, був чинений сильний тиск, щоб вона ухвалила Конституцію 1945 року. Коли асамблея не зрушила з місця, 5 липня 1959 року Сукарно видав президентський указ, в якому оголосив, що Індонезія повертається до Конституції 1945 року. Цей документ зробив президента главою уряду, а також главою держави. У травні 1963 року Народна консультативна асамблея призначила Сукарно довічним президентом.
Хоча Індонезія повторно прийняла Конституцію 1945 року, це не означало, що її суворо дотримувалися. Парламент, який на цьому етапі все ще працював на тимчасовій основі (MPRS), був підпорядкований президенту, незважаючи на свій статус найвищого керівного органу країни. Лише в 1966 році, коли політична течія почала повертатися проти Сукарно, MPRS номінально відновив свій законний конституційний статус. У 1967 році Сукарно був змушений піти у відставку з посади президента, а виконуючим обов'язки президента був призначений начальник штабу армії Сухарто.

### Епоха Сухарто

Емблема президента Індонезії, яка зазвичай використовується в законодавчих документах

1968 року президентом був призначений Сухарто. Під час свого приходу до влади Сухарто, здавалося, був сповнений рішучості дотримуватися принаймні форм конституції, і це продовжилося, коли він став президентом. За конституцією, MPR відповідав за формулювання Основ державної політики (GBHN); як президент Сухарто відповідав за їх реалізацію. Сухарто також зобов’язав президента виголошувати звітні промови до кінця свого терміну. Під час промови Сухарто окреслив досягнення, досягнуті його адміністрацією, і те, як ці досягнення відповідали GBHN, встановленій MPR. Незважаючи на конституційний і демократичний фасад, Сухарто переконався, що MPR йому підкоряється. У 1969 році був прийнятий закон, який вимагав, щоб призначення в MPR офіційно здійснювалися президентом. Він також вжив заходів, які значною мірою вихолостили опозиційні партії. Наприклад, він мав право видавати урядові постанови замість закону. Номінально, якщо ці норми не були схвалені Палатою народних представників (DPR, законодавча гілка влади до 2004 року), вони вважалися такими, що втратили чинність. Однак, враховуючи нечасті сесії DPR і майже повне домінування провладного політичного угруповання «Голкар», таке погодження було чистою формальністю. Таким чином, за всіма намірами і цілями, Сухарто правив декретом протягом більшої частини свого перебування на посаді. Більшу частину свого правління Сухарто фактично утримував всю повноту влади в країні.

### Епоха реформ
21 травня 1998 року Сухарто пішов від влади, і президентство зазнало змін в результаті руху за реформи. Порівняно з Сухарто, у якого були прийняті всі промови про підзвітність, Бухаруддин Юсуф Хабібі відхилив його єдину промову про підзвітність. Тоді Абдуррахман Вахід став першим президентом, якому довелося перемогти іншого кандидата, щоб бути обраним, оскільки Сукарно та Сухарто були єдиними кандидатами. Завдяки цьому Вахід також став першим президентом, обраним шляхом підрахунку голосів, а не шляхом аккламації. Однак Вахід був підданий імпічменту і усунутий з посади MPR. Це стало чітким знаком того, що, хоча президентство є ключовим інститутом,  тепер справжнім стримуючим фактором президентської влади став MPR. Вахіда змінила його віце-президент Мегаваті Сукарнопутрі, дочка Сукарно та колишній лідер опозиції під час президентства Сухарто. Мегаваті є першою і поки що єдиною жінкою, яка стала президентом Індонезії.
Під час щорічної сесії MPR 2001 року було остаточно вирішено, що з 2004 року президент буде безпосередньо обиратися народом. У відповідь на зловживання Сукарно і Сухарто владою, інші поправки, прийняті на тій сесії, захистили президентську владу численними стримуваннями і противагами, щоб запобігти повному домінуванню іншого президента над системою. Наприклад, президент був обмежений двома термінами, як послідовними, так і розділеними. Він також втратив право видавати закони, але міг пропонувати законопроекти.
На виборах 2004 року першим прямим президентом Індонезії став Сусіло Бамбанг Юдхойоно. Він переміг у другому турі чинного президента Мегаваті Сукарнопутрі. Сусіло був переобраний 2009 року. У 2014 році Юдхойоно завершив свій другий президентський термін і йому було заборонено балотуватися на переобрання.
Треті президентські вибори в Індонезії відбулися 9 липня 2014 року, на яких протистояв колишній генерал і колишній зять Сухарто Прабово Субіанто проти губернатора Джакарти Джоко Відодо. 22 липня Генеральна виборча комісія оголосила про перемогу Джоко Відодо. Він і його віце-президент Юсуф Калла склали присягу 20 жовтня 2014 року на 5-річний термін.

## Вимоги до балотування
Змінена Конституція 1945 року: Кандидат у президенти має бути громадянином Індонезії від народження, який добровільно не став громадянином іншої країни, не зраджував націю та фізично та розумово здатний виконувати свої обов’язки. У зміненій Конституції також зазначено, що подальші критерії будуть визначені законами. Кандидат у президенти також має бути висунутий політичною партією або коаліцією політичних партій.
2017 Закон № 7 «Про вибори Президента та Віце-президента».Кандидат у президенти повинен:
- Пам'ятати про Бога;
- є громадянином Індонезії від народження і не набував іншого громадянства добровільно;
- дружина, якщо така є, має громадянство Індонезії;
- не зраджували націю, не були причетні до будь-яких корупційних чи інших серйозних кримінальних злочинів;
- бути фізично та розумово здатним виконувати свої обов’язки, а також бути вільним від будь-якого зловживання наркотиками;
- мати постійне місце проживання на території Республіки Індонезія;
- повідомили про свої статки Комісії з питань запобігання корупції;
- не мають боргу індивідуально чи сукупно, який може призвести до збитків для держави;
- не визнані банкрутами за рішенням суду;
- ніколи не був причетний до будь-яких підлих вчинків;
- не балотувався одночасно кандидатом у депутати законодавчого органу;
- бути зареєстрованим виборцем;
- бути зареєстрованим платником податків і сплачувати податки не менше п'яти років;
- не обіймав посаду президента два строки поспіль;
- вірність Панкасілі, Конституції 1945 року, Республіки Індонезія та Bhinneka Tunggal Ika;
- ніколи не засуджувалися до позбавлення волі на п'ять і більше років;
- бути не молодше 40 років;
- закінчив принаймні старшу середню школу або її еквівалент;
- не був колишнім членом Комуністичної партії Індонезії, включаючи її масові організації, або не брав безпосередньої участі в Руху 30 вересня;
- мати бачення, місію та програму державного управління.

Цей закон також передбачає, що тільки політичні партії або коаліція політичних партій, які отримали 20% місць в DPR або 25% від загальної кількості дійсних голосів на попередніх виборах, можуть висувати кандидатів на посаду президента і віце-президента.
Оригінальна Конституція 1945 року: Кандидат у президенти має бути індонезійця за походженням.
Тимчасова конституція 1950 року: Кандидат у президенти повинен бути громадянином Індонезії у віці не менше 30 років. Ними не може бути той, хто визнаний небажаним або позбавлений права брати участь у виборах. Вони також зобов’язані не бути залученими до будь-яких приватних корпорацій.
Змінена Конституція 1945 року: разом із віце-президентом президент обирається народом безпосередньо за єдиним вибором. Подальші правила виборів визначаються законами, прийнятими DPR. Обраний президент повинен прочитати або присягу, або обіцянку посади, перш ніж офіційно стати президентом. Термін повноважень становить п'ять років, і після цього президент може бути переобраний лише на один наступний або роздільний термін. Щоб перемогти, кандидат у президенти та віце-президенти повинен отримати більше половини голосів, у тому числі щонайменше 20% голосів щонайменше в половині з 38 провінцій. У випадку, якщо жоден з кандидатів не отримує абсолютної перемоги, проводиться другий тур між двома кандидатами, які набрали найбільшу кількість голосів у першому турі, і кандидат, який набрав найбільшу кількість голосів, обирається Президентом та Віце-Президентом.
Оригінальна конституція 1945 року: Разом з віце-президентом президент обирається парламентом найбільшою кількістю голосів. Новообраний президент також зобов'язаний зачитати присягу або обіцянку перед тим, як офіційно стати президентом. Термін повноважень становить п'ять років, після чого президент може бути переобраний знову.
Тимчасова конституція 1950 року: Разом з віце-президентом президент обирається за правилами, визначеними законодавством. Новообраний президент зобов'язаний зачитати присягу, обіцянку або заяву про вступ на посаду, перш ніж офіційно стати президентом. Згідно з Конституцією, президент зобов'язаний проживати там, де знаходиться резиденція уряду.

## Присяга/затвердження посади
Перш ніж вступити на посаду, президент або віце-президент повинен скласти присягу або дати заяву на сесії Народної консультативної асамблеї (MPR). Якщо МНР не може провести сесію, присяга чи обіцянка складаються на сесії Ради Народного Представництва (DPR). Якщо ДНР не може провести сесію, присяга або затвердження здійснюється перед керівництвом MPR у присутності керівництва Верховного Суду.
Присяга Президента Республіки Індонезія: «Присягаюся Богом виконувати обов'язки Президента (Віце-Президента) Республіки Індонезія в міру своїх можливостей і в найсправедливіший спосіб, всіма засобами підтримувати Конституцію і виконувати всі закони і постанови якомога точніше, а також присвятити себе служінню Нації і Народу».
Інавгурація Президента Республіки Індонезія: «Я урочисто зобов'язуюсь виконувати обов'язки Президента (Віце-Президента) Республіки Індонезія в міру своїх можливостей і в найсправедливіший спосіб, всіма засобами підтримувати Конституцію і виконувати всі закони і правила настільки прямолінійно, наскільки це можливо, а також присвятити себе служінню Нації і Народу».

## Повноваження
Змінена Конституція 1945 року: Президент здійснює конституційний контроль над урядом і має право призначати та звільняти міністрів. Президент має право вносити законопроєкти до DPR, обговорювати законопроекти з DPR для досягнення згоди, приймати урядові постанови відповідно до законів, а в разі надзвичайних ситуацій має право приймати урядові постанови замість закону. Президент є верховним головнокомандувачем Національних збройних сил Індонезії. У дипломатичній сфері президент може підписувати договори, реабілітувати ув'язнених і призначати членів Судового комітету лише за згодою DPR. Президент може призначати послів і приймати послів інших країн лише з урахуванням міркувань DPR. Президент має право здійснювати помилування, але повинен враховувати рекомендації Верховного суду. Президент також має вирішальне слово щодо кандидатів на посаду голови Верховного суду.
Оригінальна Конституція 1945 року: Президент здійснює конституційний контроль над урядом і має право призначати та звільняти міністрів. Президент має повноваження створювати закони за погодженням з Радою народних представників (DPR), видавати урядові постанови відповідно до законів, а в разі надзвичайних ситуацій має право приймати урядові постанови замість закону. У військовому плані президент має верховну владу над армією, флотом і військово-повітряними силами, в той час як у сфері безпеки президент має право оголошувати надзвичайний стан. У дипломатичній сфері президент, за згодою DPR, має право оголошувати війну, укладати мир і підписувати договори. Крім того, президент призначає послів і консулів, а також приймає послів інших країн. Нарешті, президент має право оголошувати амністію і помилування, а також присвоювати звання і почесні звання.
Тимчасова конституція 1950 року: Президент має право формувати Кабінет Міністрів і призначати Прем'єр-міністра за порадою членів Уряду. Президент може звільняти міністрів з посад і має право отримувати інформацію від Ради міністрів щодо важливих питань. Як глава держави, президент має право розпустити DPR і призначити вибори протягом 30 днів. У військовому плані президент має верховну владу над Збройними силами, хоча будь-яке рішення з цього питання має бути завізоване відповідними міністрами, а управління військами у воєнний час покладається на командувача Збройними силами. Президент потребує дозволу DPR на оголошення війни і підписання договорів, хоча президент має незалежні повноваження призначати послів і приймати їх. Президент також має право здійснювати помилування.

## Допомога у виконанні обов'язків
Змінена Конституція 1945 року: Президенту допомагають віце-президент та їхні міністри. Міністри призначаються і звільняються президентом. Кожен міністр відповідає за певну сферу діяльності уряду. Президент може формувати власні консультативні групи, діяльність яких надалі регулюватиметься законами, прийнятими DPR.
Оригінальна Конституція 1945 року: Президенту допомагають віце-президент та їхні міністри. Президент також може звертатися за порадою до Вищої консультативної ради (DPA).
Тимчасова конституція 1950 року: Президенту допомагає віце-президент.

## Лінія наступництва та імпічмент
Змінена Конституція 1945 року: якщо президент помирає, йде у відставку, звільняється або з будь-якої причини не може виконувати свої обов’язки, його повноваження переходять до віце-президента. Якщо віце-президент стає вакантним, президент висуває двох кандидатів, і MPR має обрати нового віце-президента з кандидатів протягом 60 днів. Якщо президент і віце-президент помирають, подають у відставку або не можуть виконувати свої обов'язки з будь-якої причини, уряд переходить до міністра внутрішніх справ, міністра закордонних справ і міністра оборони. Не пізніше, ніж через 30 днів після цього, MPR має обрати нового президента та віце-президента з двох пар кандидатів, висунутих політичною партією або коаліцією політичних партій, чиї кандидати стали переможцем та другим номером на попередніх президентських виборах.
Відповідно до зміненої Конституції, президент (а також віце-президент) тепер може бути усунутий з посади в порядку імпічменту та відсторонений від посади. Якщо вважається, що президент порушив закон у формі державної зради, корупції, хабарництва, інших тяжких злочинів або ганебних вчинків, та/або більше не відповідає вимогам, що висуваються до президента, DPR може звернутися до Конституційного суду розглянути справу, протягом якого вона має 90 днів для прийняття рішення. Запит DPR до Конституційного суду може бути зроблений лише за підтримки 2/3 від загальної кількості членів DPR, присутніх на сесії, на якій присутні не менше 2/3 членів DPR (не менше 44,44% від загальної кількості членів ДНР). Якщо Конституційний суд вирішить, що президент порушив закон, DPR може вимагати скликання МРR. Після цього Президенту надається останній шанс захистити себе до того, як Парламент прийме рішення про імпічмент Президента. Рішення про відставку Президента та/або Віце-президента приймається за умови схвалення щонайменше 2/3 членів парламенту, присутніх на засіданні, в якому беруть участь щонайменше 3/4 всіх членів парламенту (щонайменше 50% від загальної кількості членів парламенту).
Оригінальна Конституція 1945 року: якщо президент помирає, йде у відставку або з будь-якої причини не може виконувати свої обов’язки, його повноваження переходять до віце-президента.
Тимчасова конституція 1950 року: якщо президент помирає, йде у відставку або з будь-якої причини не може виконувати свої обов’язки, його повноваження переходять до віце-президента.
Хоча в оригінальній Конституції 1945 року немає статті про імпічмент президента (і віце-президента), Сукарно та Абдуррахману Вахіду все одно було оголошено про імпічмент у 1967 та 2001 роках. Статті про імпічмент президента і віце-президента були внесені після імпічменту Абдуррахмана Вахіда в 3-й поправці до Конституції.

## Постпрезидентство та нагороди

### Права після президентства
Закон №7 від 1978 року передбачає, що колишні президенти мають право на пенсію. Колишні президенти також мають право на будинок, рахунки за електроенергію, воду та телефон покриваються урядом. Крім того, колишні президенти мають право на безкоштовне медичне обслуговування для своєї сім'ї та автомобіль з водієм.

### Нагороди

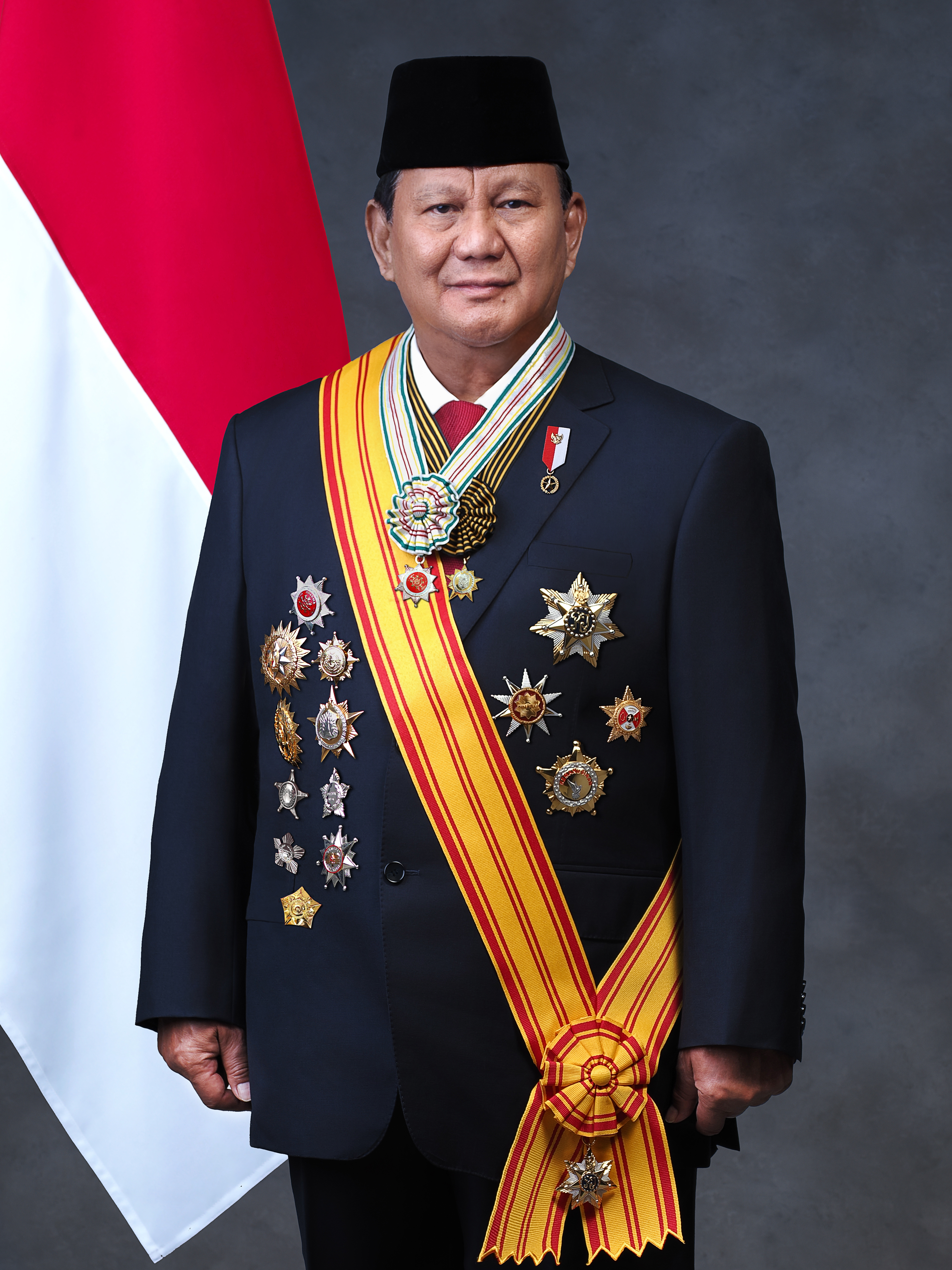
Президент Прабово Субіанто з президентськими нагородами (2024)

Президенти Індонезії, як емітент нагород і гросмейстер зіркових нагород (Tanda Kehormatan Bintang), автоматично нагороджуються найвищим класом усіх цивільних і військових зіркових нагород. Наразі існує 14 нагород, які будуть вручені їм незабаром після вступу на посаду, а саме:
- Зірка Республіки Індонезія, 1-го класу (Bintang Republik Indonesia Adipurna)
- Зірка Магапутера 1-го класу (Bintang Mahaputera Adipurna)
- Зірка «За заслуги» 1-го класу (Bintang Jasa Utama)
- Зірка людяності  (Bintang Kemanusiaan)
- Орден «Зірка демократії» 1-го класу (Bintang Penegak Demokrasi)
- Зірка «За заслуги перед культурою» (Bintang Budaya Parama Dharma)
- Поліцейська зірка «За заслуги» (Bintang Bhayangkara)
- Партизанська зірка (Bintang Gerilya)
- Священна зірка (Bintang Sakti)
- Зірка за бездоганну службу (Bintang Dharma)
- Зірка військової служби 1-го класу (Bintang Yudha Dharma Utama)
- Армійська медаль «За заслуги» 1-го класу (Bintang Kartika Eka Paksi Utama)
- Медаль Військово-морського флоту 1-го класу (Bintang Jalasena Utama)
- Медаль «За заслуги перед ВПС» 1-го класу (Bintang Swa Bhuwana Paksa Utama)

## Список президентів

### Під час Індонезійської національної революції
- Сукарно (18 серпня 1945 – 18 грудня 1948)
- Сяфруддін Правірангера (19 грудня 1948 — 13 липня 1949) — голова надзвичайного уряду Республіки Індонезія .
- Сукарно (13 липня 1949 – 17 грудня 1949)
- Ассаат (17 грудня 1949 – 15 серпня 1950) – під час Сполучених Штатів Індонезії Сукарно став президентом Сполучених Штатів Індонезії. Республіка була лише складовою частиною союзу.
- Сукарно (з 15 серпня 1950 р.) – після (відновлення) унітарної Республіки Індонезія.

## Останні вибори
Останні президентські вибори відбулися у 2024 році, коли Прабово Субіанто та його напарник Джебран Ракабумінг Рака перемогли Анієса Басведана та Ганджара Праново, набравши 58,6% голосів.